# Louise Catherine Guéret
Louise Catherine Guéret(1755-1851), conhecida como Mlle Guéret, a Velha, foi uma pintora francesa que atuou no final do século XVIII e início do século XIX. Louise Catherine e sua irmã Anne Guéret ficaram órfãs quando crianças, mas foram adotadas pelo dramaturgo e libretista Michel-Jean Sedaine. Ele as apresentou aos pintores Henri-Pierre Danloux e Jacques-Louis David, que lhes deram aulas de arte.